# Хосе Енріке Санчес
Хосе́ Енрі́ке Са́нчес Ді́ас (ісп. José Enrique Sánchez Díaz; нар. 23 січня 1986 року, Валенсія, Іспанія) — іспанський футболіст. Грає на позиції лівого захисника. Виступав за молодіжну збірну Іспанії.

## Кар'єра

### Початок кар'єри
Хосе Енріке почав футбольну кар'єру в клубі «Леванте», у 2005 році перейшов до «Валенсії». У «Валенсії» він провів лише місяць, оскільки незабаром після переходу був відправлений в оренду до «Сельти», за яку і зіграв свої перші 14 матчів в іспанській Прімері. Після закінчення терміну оренди Хосе Енріке був придбаний «Вільярреалом».

### «Ньюкасл Юнайтед»

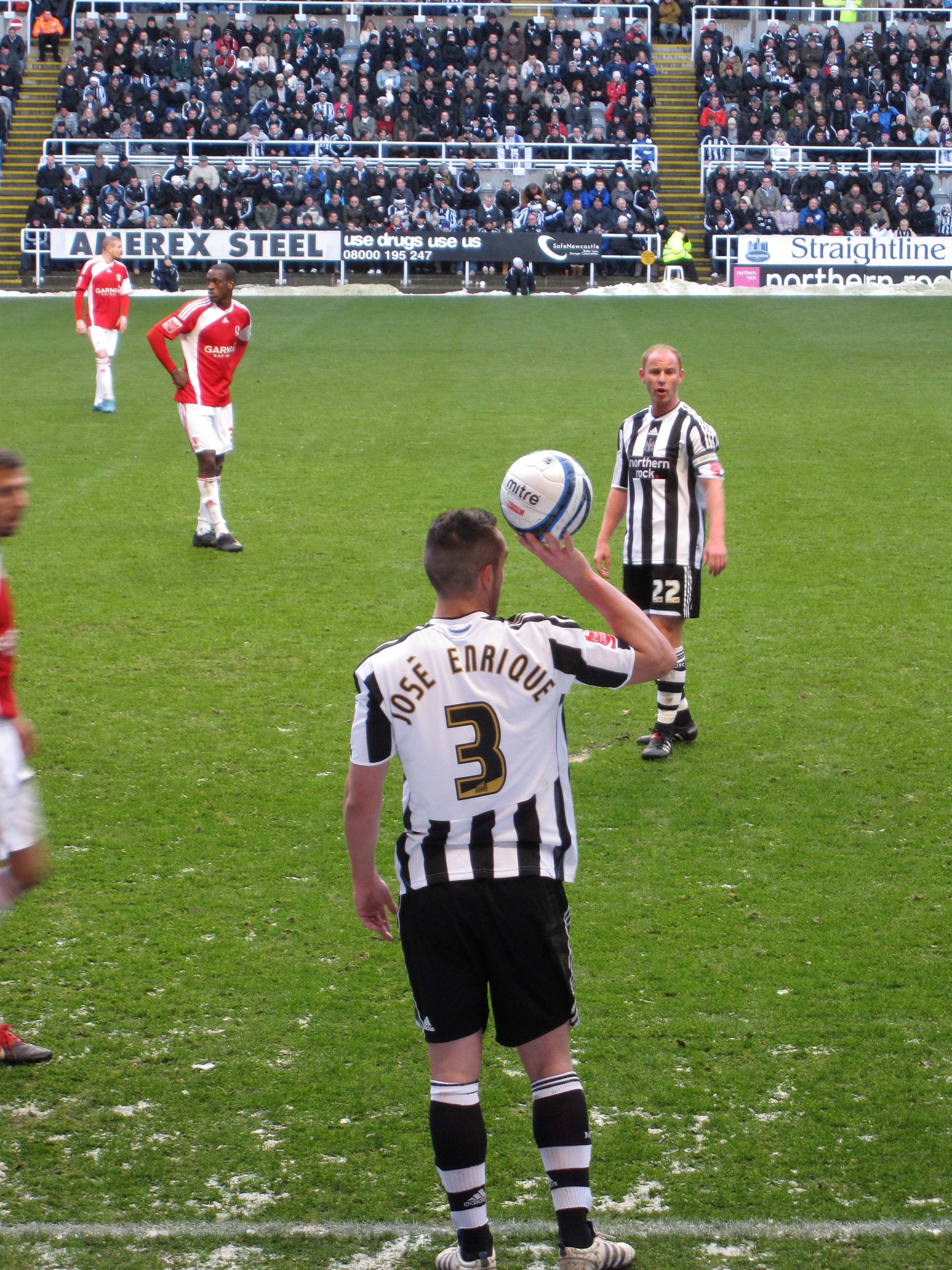
Енріке у складі «Ньюкасл Юнайтед»

6 серпня 2007 року англійський клуб «Ньюкасл Юнайтед» придбав Хосе Енріке за 6,3 мільйона фунтів стерлінгів, вигравши боротьбу за гравця у «Манчестер Сіті» та «Сандерленда», і підписав з ним контракт на п'ять років. Хосе Енріке дебютував в англійській Прем'єр-лізі 23 вересня того ж року, вийшовши на заміну в матчі з «Вест Хем Юнайтед».
У сезоні 2007–2008 Хосе Енріке нерегулярно з'являвся в основному складі «Ньюкасла», оскільки тренер клубу, Сем Еллардайс, довіряв досвідченішим гравцям, зокрема використовував на позиції лівого захисника номінального півзахисника Шарля Н'Зогбія. У наступному сезоні Хосе Енріке частіше виходив в основному складі, проте загальні невдачі «Ньюкасла», який боровся за право залишитися у Прем'єр-лізі, і подальші зміни тренерів не дозволили йому в належній мірі проявити себе. За підсумками сезону «Ньюкасл Юнайтед» вилетів з Прем'єр-ліги, команду покинули багато провідних гравців. У придбанні Хосе Енріке був зацікавлений мадридський «Атлетіко», але реальної пропозиції не було. Хоча спочатку він був зацікавлений у переході в «Атлетіко», пізніше іспанець заявив, що залишить «Сорок» лише у разі пропозиції від «Барселони». В результаті Хосе Енріке залишився в «Ньюкаслі». У сезоні 2009/10 він став переможцем Чемпіоншипа у складі «Ньюкасла» і увійшов до команди року цього турніру.

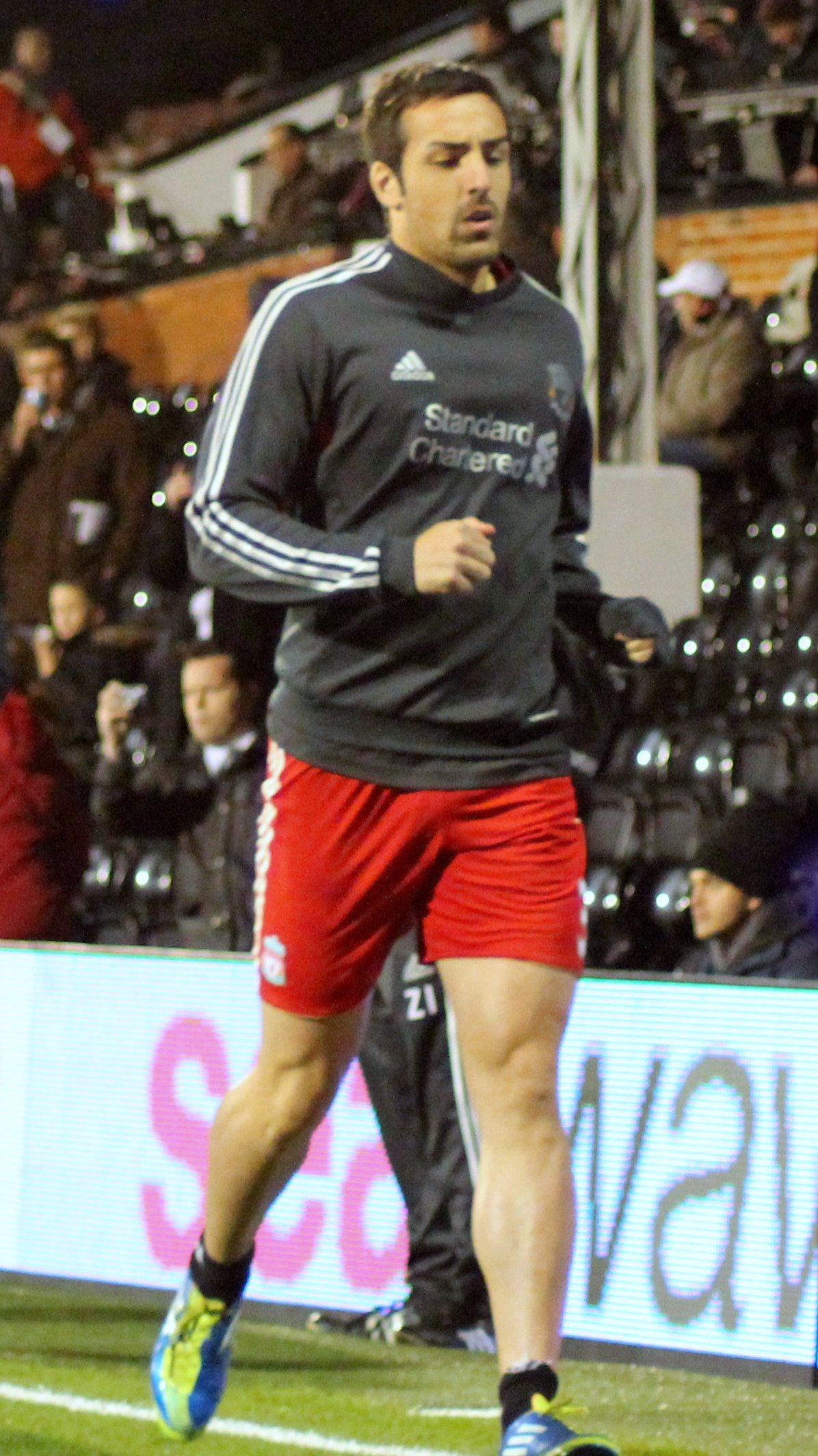
Енріке 2011 року

Сезон 2010–2011 років Енріке провів у Прем'єр-лізі, де «Ньюкасл» отримав право знову виступати. Влітку 2011 року Хосе виступив з різкою критикою керівництва клубу, яке дозволило покинути склад «сорок» цілому ряду ключових гравців, у тому числі молодому форвардові Енді Керролу та капітану команди Кевіну Нолану. За це він був усунений від тренувань на два тижні.

### «Ліверпуль»
Протягом всієї весни і перших місяців літа 2011 року ходили чутки про те, що Хосе Енріке влітку перейде в «Ліверпуля». У середині квітня екс-капітан «Ліверпуля» Філ Томпсон навіть заявив, що угода по трансферу гравця вже є. Однак, тільки на початку серпня стало зрозуміло, що ймовірність цього трансферу дійсно велика, і 11 серпня 2011 року Хосе Енріке перейшов до «Ліверпуля».
За нову команду Енріке дебютував 13 серпня в матчі проти «Сандерленда», який закнічився з рахунком 1—1. 20 серпня Енріке вдруге вийшов за нову «червоних», зігравши увесь матч проти «Арсенала». Після матчу, який завершився з рахунком 2—0 на користь «Ліверпуля», Хосе було названо найкращим гравцем матчу.
2 жовтня було оголошено, що вболівальники обрали гравця як найкраще придбання літнього міжсезоння. Хосе набрав 74,5% обійшовши Чарлі Адама та Крейґа Белламі.
1 квітня 2012 року у матчі проти «Ньюкасл Юнайтед» після вилучення воротаря Пепе Рейни Хосе догравав матч на позиції голкіпера.
17 листопада Хосе у домашньому матчі проти «Віган Атлетик» забив свій перш м'яч за «Ліверпуль».

## Статистика
Дані актуальні станом на 4 лютого 2013
| Чемпіонат         | Чемпіонат         | Чемпіонат         | Ліга | Ліга | Кубок         | Кубок         | Кубок ліги            | Кубок ліги            | Континет. змаг. | Континет. змаг. | Всього | Всього |
| Сезон             | Клуб              | Ліга              | Ігри | Голи | Ігри          | Голи          | Ігри                  | Голи                  | Ігри            | Голи            | Ігри   | Голи   |
| Іспанія           | Іспанія           | Іспанія           | Ліга | Ліга | Кубок Іспанії | Кубок Іспанії | Кубок іспанської ліги | Кубок іспанської ліги | Європа          | Європа          | Всього | Всього |
| ----------------- | ----------------- | ----------------- | ---- | ---- | ------------- | ------------- | --------------------- | --------------------- | --------------- | --------------- | ------ | ------ |
| 2004-2005         | Леванте Б         | Сегунда Б         | 19   | 1    | 0             | 0             | 0                     | 0                     | 0               | 0               | 19     | 1      |
| 2005–2006         | Валенсія          | Прімера Дивізіон  | 0    | 0    | 0             | 0             | 0                     | 0                     | 0               | 0               | 0      | 0      |
| 2005-2006         | Сельта (оренда)   | Прімера Дивізіон  | 15   | 0    | 3             | 0             | 0                     | 0                     | 0               | 0               | 18     | 0      |
| 2006–2007         | Вільярреал        | Прімера Дивізіон  | 23   | 0    | 2             | 0             | 0                     | 0                     | 0               | 0               | 25     | 0      |
| Англія            | Англія            | Англія            | Ліга | Ліга | Кубок Англії  | Кубок Англії  | Кубок Футбольної Ліги | Кубок Футбольної Ліги | Європа          | Європа          | Всього | Всього |
| 2007–2008         | Ньюкасл Юнайтед   | Прем'єр-ліга      | 23   | 0    | 3             | 0             | 2                     | 0                     | 0               | 0               | 28     | 0      |
| 2008–2009         | Ньюкасл Юнайтед   | Прем'єр-ліга      | 26   | 0    | 1             | 0             | 1                     | 0                     | 0               | 0               | 28     | 0      |
| 2009-2010         | Ньюкасл Юнайтед   | Чемпіоншип        | 34   | 1    | 2             | 0             | 1                     | 0                     | 0               | 0               | 37     | 1      |
| 2010-11           | Ньюкасл Юнайтед   | Прем'єр-ліга      | 36   | 0    | 0             | 0             | 0                     | 0                     | 0               | 0               | 36     | 0      |
| 2011-12           | Ліверпуль         | Прем'єр-ліга      | 22   | 0    | 1             | 0             | 2                     | 0                     | 0               | 0               | 25     | 0      |
| 2012-13           | Ліверпуль         | Прем'єр-ліга      | 15   | 1    | 0             | 0             | 0                     | 0                     | 4               | 0               | 19     | 1      |
| Всього            | Іспанія           | Іспанія           | 57   | 1    | 5             | 0             | 0                     | 0                     | 0               | 0               | 62     | 1      |
| Всього            | Англія            | Англія            | 169  | 2    | 9             | 0             | 8                     | 0                     | 4               | 0               | 183    | 2      |
| Всього за кар'єру | Всього за кар'єру | Всього за кар'єру | 226  | 3    | 14            | 0             | 8                     | 0                     | 4               | 0               | 252    | 3      |

## Досягнення
«Ньюкасл Юнайтед»
- Переможець Чемпіоншипу: 2009–2010

«Ліверпуль»
- Володар Кубка Футбольної Ліги: 2012